# Санный спорт на зимних Олимпийских играх 2022
Соревнования по санному спорту на зимних Олимпийских играх 2022 года в Пекине прошли с 5 по 10 февраля в Санно-бобслейном центре Сяохайто. В рамках соревнований было разыграно 4 комплекта наград.
На соревнованиях выступили 106 спортсменов представляющие 26 НОК.
Сборная Германии завоевала все 4 золотые награды. За последние 3 Олимпиады немцы выиграли 11 из 12 золотых медалей в санном спорте.

## Медали

### Медалисты
| Дисциплина             | Золото                                                                          | Серебро                                                               | Бронза                                                                    |
| Мужчины см. подробнее  | Йоханнес Людвиг Германия                                                        | Вольфганг Киндль Австрия                                              | Доминик Фишналлер Италия                                                  |
| Двойки см. подробнее   | Германия · Тобиас Вендль · Тобиас Арльт                                         | Германия · Тони Эггерт · Саша Бенеккен                                | Австрия · Томас Штой · Лоренц Коллер                                      |
| Женщины см. подробнее  | Натали Гайзенбергер Германия                                                    | Анна Беррайтер Германия                                               | Татьяна Иванова ОКР                                                       |
| Эстафета см. подробнее | Германия · Натали Гайзенбергер · Йоханнес Людвиг · Тобиас Вендль · Тобиас Арльт | Австрия · Мадлен Эгле · Вольфганг Киндль · Томас Штой · Лоренц Коллер | Латвия · Элиза Тирума · Кристерс Апарйодс · Мартиньш Ботс · Робертс Плуме |

### Общий зачёт
Жирным шрифтом выделено самое большое количество медалей в своей категории
| Общее количество медалей |          |        |         |        |       |
| Место                    | Страна   | Золото | Серебро | Бронза | Всего |
| 1                        | Германия | 4      | 2       | 0      | 6     |
| 2                        | Австрия  | 0      | 2       | 1      | 3     |
| 3                        | Италия   | 0      | 0       | 1      | 1     |
| 3                        | Латвия   | 0      | 0       | 1      | 1     |
| 3                        | ОКР      | 0      | 0       | 1      | 1     |
| Всего                    | Всего    | 4      | 4       | 4      | 12    |

## Расписание
Время местное (UTC+8)
| День   | Дата                   | Старт | Соревнование                         |
| ------ | ---------------------- | ----- | ------------------------------------ |
| День 2 | Суббота, 5 февраля     | 19:10 | Мужчины (одиночки), 1-й и 2-й спуски |
| День 3 | Воскресенье, 6 февраля | 19:30 | Мужчины (одиночки), 3-й и 4-й спуски |
| День 4 | Понедельник, 7 февраля | 19:50 | Женщины, 1-й и 2-й спуски            |
| День 5 | Вторник, 8 февраля     | 19:50 | Женщины, 3-й и 4-й спуски            |
| День 6 | Среда, 9 февраля       | 20:20 | Мужчины (двойки), 1-й и 2-й спуски   |
| День 7 | Четверг, 10 февраля    | 21:30 | Смешанная эстафета                   |

## Квалификация
По итогам квалификационных соревнований олимпийские лицензии были распределены на 106 квот. По 35 человек выступили в одиночном спуске у мужчин и у женщин и 18 двоек-мужчин. Эстафетные команды были сформированы по результатам распределения квот.

## Место проведения соревнований
| Санно-бобслейный центр Сяохайто |
| ------------------------------- |
|                                 |
| Вместимость: 5000               |